# Depot von Litoměřice-Umgebung
Das Depot von Litoměřice-Umgebung (auch Hortfund von Litoměřice-Umgebung) ist ein Depotfund der frühbronzezeitlichen Aunjetitzer Kultur aus der Umgebung von Litoměřice im Ústecký kraj, Tschechien. Es datiert in die Zeit zwischen 1800 und 1600 v. Chr. Das Depot befindet sich heute im Regionalmuseum von Most.

## Fundgeschichte
Das Depot wurde erstmals 1925 erwähnt. Die Fundumstände und die genaue Fundstelle sind unbekannt. Aus Litoměřice sind noch ein weiteres Depot aus der frühen und ein zweites aus der späten Bronzezeit bekannt.

## Zusammensetzung
Das Depot besteht aus fünf bronzenen Spangenbarren.